# Formica yessensis
Formica yessensis är en myrart som beskrevs av Wheeler 1913. Formica yessensis ingår i släktet Formica och familjen myror. Inga underarter finns listade i Catalogue of Life.